# كلاب الفضاء
كلاب الفضاء (بالروسية: Белка и Стрелка. Звёздные собаки)‏ هو فيلم رسوم متحركة روسي الأصل صدر عام 2010 ، وأخرجه إينا إيفلانيكوفا وسفياتوسلاف أوشاكوف. يعتمد الفيلم على استكشافات سوفييتية خاصة ووصايا للكلب لايكا.

## القصة
موسكو ، أغسطس 1960. يختفي العديد من الكلاب الضالة في ظروف غامضة بعد أن تم أسرها بواسطة سيارة سوداء تجوب شوارع المدينة ليلاً ولا أحد يعرف إلى أين يتم اصطحابهم. بيلكا هي فورتوين ، نظرًا لعدد صواريخها الفضائية ، فهم نجوم سيرك موسكو ومحبوبون جدًا من قبل الجمهور. بالنسبة للعديد من الجراء مثل ستريلكا ، فإن الوضع مأساوي. ومع ذلك ، في أحد الأيام ، تم اختطاف الاثنين بواسطة السيارة الغامضة ونقلهما إلى مركز الفضاء ، حيث سيتم تدريبهما ، تحت إشراف المدرب كازبيك ، وبمساعدة الفأر فينيا ، على غزو الفضاء.

## وصلات خارجية
- كلاب الفضاء على موقع IMDb (الإنجليزية)
- كلاب الفضاء على موقع روتن توميتوز (الإنجليزية)
- كلاب الفضاء على موقع قاعدة بيانات الأفلام العربية
- كلاب الفضاء على موقع ألو سيني (الفرنسية)
- كلاب الفضاء على موقع Turner Classic Movies (الإنجليزية)
- كلاب الفضاء على موقع أول موفي (الإنجليزية)
- كلاب الفضاء على موقع بوكس أوفيس موجو (الإنجليزية)
- كلاب الفضاء على موقع فيلمافينيتي (الإسبانية)
- كلاب الفضاء على موقع قاعدة بيانات الأفلام السويدية (السويدية)
- كلاب الفضاء على موقع قاعدة بيانات الفيلم (الإنجليزية)